# Schwesterherz (Band)
Schwesterherz ist eine deutsche Gesangsgruppe auf dem Gebiet des volkstümlichen Schlagers, bei dem Elemente aus der Popmusik einfließen.
Die Gruppe bestand ursprünglich aus den drei Schwestern Anja (* 6. Juni 1982), Carina (* 28. September 1978) und Maria (* 18. April 1985) Weise. Nach dem Ausstieg von Anja Weise tritt Schwesterherz als Duo auf.

## Geschichte
Die musikalische Karriere der Geschwister begann Anfang der 1990er Jahre. Sie bildeten zusammen mit ihrer Mutter Margitta Weise das Quartett Margitta und ihre Töchter. Carina und Maria Weise wurden von den Mühlenhof Musikanten als Solisten engagiert.
Das Debütalbum von Schwesterherz, Zarte Bande, erschien im Mai 2007. Die Single Der Richtige erreichte Platz eins in den Konservativ Pop Airplaycharts. Die weiteren Alben als Trio waren Kommst Du damit klar? im Jahr 2009 und Zärtlich gefährlich im Jahr 2012. Nach dem Ausstieg von Anja, die sich auf die Geburt ihres Kindes vorbereitete, machen Maria und Carina als Duo weiter. Sie veröffentlichten 2014 ihre Single Lass mich noch 100.000 Mal, die  auch titelgebend für das im gleichen Jahr erschienene Album war. 2016 veröffentlichte Schwesterherz das Album Gedankenleser und 2017 das Album Lieblingsschlager.

## Diskografie
Alben
- 2007: Zarte Bande (Ariola)
- 2009: Kommst Du damit klar? (Ariola)
- 2012: Zärtlich gefährlich (Depro Music)
- 2014: Lass mich noch 100.000 Mal (Artists & Acts)
- 2016: Gedankenleser (Depro Music)
- 2017: Lieblingsschlager (Da Records)